# Bryan Sykes
Bryan Sykes (9 September 1947 – 10 December 2020) was een Brits geneticus aan de Universiteit van Oxford. Hij publiceerde het eerste rapport over het verkrijgen van DNA uit archeologische resten (Nature, 1989), en was betrokken bij zaken die te maken hadden met DNA uit de oudheid, zoals dat van Ötzi de gletsjerman en de Cheddar-man, evenals dat van mensen die beweerden lid te zijn van de Romanovs, de Russische koninklijke familie. Daarnaast werd hij ook bekend door het onderzoek op onderandere mitochondriaal-DNA waarbij hij aantoonde dat Europeanen niet afstammen van één oermoeder "Eva" maar zeven oermoeders kennen.
Sykes is het beroemdst om zijn populaire wetenschappelijke boeken en omdat hij de stichter is van Oxford Ancestors, een bedrijf dat genealogisch DNA-materiaal test.